# Люди под лестницей
«Люди под лестницей» (англ. The People Under the Stairs) — американский фильм ужасов 1991 года c элементами комедии режиссёра Уэса Крэйвена. Премьера фильма состоялась 1 ноября 1991 года. Съёмки фильма проходили в период с 18 марта по 3 июня 1991 года.

## Сюжет
Чернокожий мальчик по прозвищу Фул (рус. Шут), вместе с приятелями Лероем и Спенсером, с целью кражи проникает в огромный дом, принадлежащий богатой белой супружеской паре. Но муж и жена неожиданно возвращаются, и дом вдруг превращается в западню для проникнувших в него чужаков. Начинаются зловещие, сюрреалистические события: Владелец дома, психопат с садистскими наклонностями и каннибал, почуяв присутствие посторонних, вооружается целым арсеналом огнестрельного и холодного оружия и начинает охоту вместе со своим псом, злобным ротвейлером, на незваных гостей. Особняк больше напоминает гигантский лабиринт, со множеством комнат, коридоров, тайных проходов, двойных стен, перегородок и углов. Вскоре мужчине удаётся догнать и жестоко убить Лероя (Спенсер умер от страха). Самому мальчику удаётся скрыться. Через некоторое время мальчик в одной из маленьких комнат неожиданно обнаруживает испуганную дочь владельцев дома по имени Элис. Потом Фул встречает парня по кличке Роч (рус. Таракан), прячущегося от хозяев в стенах дома. Роч показывает мальчику потайные ходы, с помощью которых можно скрываться от преследования сумасшедшего хозяина дома. Один из таких ходов ведёт в подвал, под лестницу, где мальчик с ужасом обнаруживает целую группу человекоподобных существ, являющихся похищенными детьми, которых хозяин дома в течение многих лет держал под замком, в темноте, питающихся трупами людей, убитых сумасшедшей парочкой.

## В ролях
- Брэндон Квинтин Адамс — Фул
- Винг Рэймс — Лерой
- Венди Роби — мамочка
- Эверет МакГилл — папочка
- А. Дж. Ленгер — Элис
- Шон Уэйлен — Роуч

## Релиз

### Кассовые сборы
Фильм собрав в первые выходные более 5,5 миллионов долларов, и оставался в первой десятке в течение месяца до начала декабря. Фильм собрал более 24.204.154 долларов на внутреннем рынке (США) и 7.143.000 долларов в международном прокате, в результате чего его общая сумма составила 31.347.154 доллара по всему миру.

## Критика и отзывы
«Люди под лестницей» вызвали в целом смешанную или положительную реакцию критиков. На сайте Rotten Tomatoes фильм имеет 68% одобрения, основанных на 31 рецензий критиков со средней оценкой 6/10. MАрджори Баумгартен из «Хроники Остина» написал, что «это работа Уэса Крейвена, которым мы пришли восхищаться». Винсент Кэнби, писавший для «The New York Times», описал «Людей под лестницей» как «позитивный фильм ужасов», содержащий «долю крови и запекшейся крови», и похвалил фильм за то, что он «в основном жуткий и, учитывая странные обстоятельства, удивительно забавный» в том, что «невозможно не любить извергов, которые, только что отправив кого-то особенно противным образом, могут не сдерживать своего естественного приподнятого настроения».
Базирующаяся в Чикаго компания «Siskel & Ebert» неоднозначно отреагировала на фильм в своем телешоу. Роджер Эберт из «Чикаго Сан-Таймс» дал фильму «большой палец вниз» в качестве рецензии и признал отвращение к кровавым фильмам ужасов, но, тем не менее, дал Крейвену заслугу за «создание отличительного визуального мира» с черным юмором и едкий социальный комментарий. Джин Сискел из «Чикаго Трибьюн» сдержанно поднял палец вверх, предупредив зрителей о некоторых тревожных материалах, но также сказав: «Если вам нравится такая съёмка, [Крейвен] делает это так хорошо, как вы можете себе представить».
Ричард Харрингтон из «The Washington Post» раскритиковал режиссуру Крэйвена, заявив, что «Крейвен также написал здесь сценарий, основанный на новостной статье о калифорнийских родителях, которые держали своих детей запертыми в подвале в течение многих лет. Это страшно - как и то, как далеко упал Крейвен». Найджел Флойд из «Time Out» написал о фильме, что «есть несколько пугающих кнопок, но полное отсутствие тревожного ужаса; юмор тоже широкий, приятный для публикации материала».
Си.Ци. Дэйси из «Empire» дала фильму четыре из пяти возможных звёзд и назвал его «блестяще обманчивым», написав, что это «не просто тревожная поездка, но и трудная - убийственное политическое заявление». Брент Макнайт из «PopMatters» написал, что фильм «представляет собой тщательный синтез жанров, пропитанных ужасом, с сатирической ноткой и чертами боевиков и триллеров, добавленных просто так», назвав его «легким и одним из самых оригинальных, невменяемых и нестандартных фильмов режиссера».

## Награды и номинации
| Награда                                           | Категория                       | Получатель                   | Результат |
| ------------------------------------------------- | ------------------------------- | ---------------------------- | --------- |
| Фестиваль фантастических фильмов в Авориазе       | Специальный приз жюри           | Уэс Крэйвен                  | Победа    |
| Брюссельский кинофестиваль фантастических фильмов | Пегас приз зрительских симпатий | Уэс Крэйвен                  | Победа    |
| Fangoria Chainsaw Awards                          | Лучший широкоформатный фильм    | Лучший широкоформатный фильм | Номинация |
| Fangoria Chainsaw Awards                          | Лучший сценарий                 | Уэс Крэйвен                  | Номинация |
| Fangoria Chainsaw Awards                          | Лучший актёр                    | Эверетт Макгилл              | Номинация |
| Fangoria Chainsaw Awards                          | Лучшая актриса                  | Уэнди Роби                   | Номинация |
| Fangoria Chainsaw Awards                          | Лучшая актриса второго плана    | Эй Джей Лангер               | Номинация |
| Fangoria Chainsaw Awards                          | Лучший Макияж/Существо FX       | KNB EFX Group                | Номинация |
| Сатурн                                            | Лучшая роль молодого актёра     | Брэндон Квинтин Адамс        | Номинация |

## Ремейк и возможный телесериал
Крейвен в какой-то момент сказал, что хотел бы ремейк данного фильма вместе с «Последний домом слева» и «Электрошоком». Однако после выхода ремейка 2009 года «Последнего дома слева» новости о ремейке оставались бездействующими до 2015 года, когда о нём было объявлено (незадолго до смерти Крейвена), что режиссёр работал над созданием сериала «Люди под лестницей» для Syfy.
30 октября 2020 года «Collider» сообщил, что Джордан Пил и Вин Розенфельд подписали контракт на создание ремейка под студиями Monkeypaw Productions и Universal Pictures.